# ʿAlī ibn Zayd Bayhaqī
Ẓāhir al-Dīn Abū l-Hasan ʿAlī ibn Zayd b. Funduq Bayhaqī, noto anche come Ibn Funduq (1100 – 1169/1170), è stato uno storico ed erudito persiano di origine araba, noto principalmente per aver scritto l'opera storiografica Tārīkh-e Bayhaq.

## Biografia
Quanto sappiamo dell'esistenza di Bayhaqī deriva dalla sezione autobiografica della sua opera storica sull'Iran (per il resto andata perduta), intitolata Mašārib al-tajārib (trascritta in Yāqūt, Muʿjam al-Udabāʾ, V, pp. 208–13), da allusioni presenti in altre sue opere e dalle memorie di ʿEmād al-Dīn Eṣfahānī, il cui padre era stato amico dell'autore.
Bayhaqī discendeva da uno dei primi Compagni del Profeta, Khuzayma ibn Thābit Dhu l-Shahādatayn, i cui discendenti si erano stabiliti presso Bost. L'eponimo della famiglia, Ḥākem Abū Solaymān Fondoq, fu inviato a Sabzavār come giudice dal sultano ghaznavide Maḥmūd nel 998. Gran parte degli antenati di Bayhaqī erano giudici o imam.
Nacque a  Sabzavār, la città più importante del distretto di Bayhaq, dove suo padre possedeva diverse proprietà. Nella sua introduzione al Tārīkh-e Bayhaq, Muḥammad Qazvīnī dimostra che la data di nascita dell'autore fornita da Yāqūt (1106) è erronea. Lo stesso Bayhaqī afferma che era studente mentre era vizir Fakhr al-Mulk. L'educazione scientifica e letteraria di Bayhaqī cominciò a Nīshāpūr. Nel 1113-14, accompagnato dal padre, Bayhaqī visitò il rinomato matematico e poeta ʿOmar Khayyām, mentre nel 1123, si recò a Merv dove completò i suoi studi di fiqh sotto la guida del giurista hanafita Abū Saʿd Yaḥyā b. Ṣāʿid. Nel 1127 ritornò a Nīšāpūr dove interruppe gli studi in seguito al matrimonio (Yāqūt, p. 209). Bayhaqī trascorse alcuni anni presso il suocero, governatore di Rey, Shihāb al-Dīn Muḥammad b. Masʿūd, che nel 1132 gli fece ottenere la carica di qādī di Bayhaq. 

Bayhaqī per motivi ancora oscuri lasciò questo incarico dopo poco tempo e si ritirò nella casa del suocero a Rey, dedicandosi allo studio della matematica e dell'astrologia. Nel 1135, Bayhaqī si recò nuovamente a Nīshāpūr ma non vi rimase a lungo; un anno dopo andò a Sarakhs per perfezionare le sue conoscenze sull'astrologia, ma dissipò nella città tutto il suo denaro. Trascorse gli anni 1138-42 a Nīshāpūr. Dopo un tentativo non riuscito di stabilirsi a Bayhaq a causa dell'ostilità dei parenti, Bayhaqī tornò definitivamente a Nīshāpūr, frequentando la madrasa e la moschea della città. Bayhaqī godette del favore dei circoli di corte, in particolare della protezione del vizir Ṭāhir b. Fakhr al-Mulk.
Nel 1148, quando Demetrio I di Georgia inviò dei messaggi in siriaco (soryānī) e arabo al sultano Sanjar, Bayhaqī venne incaricato di condurre la mediazione, grazie alla sua conoscenza di entrambe le lingue. Secondo Yāqūt,) Bayhaqī morì nel 1169-70.

## Le opere
Nel suo scritto Mašāreb al-tajāreb, Bayhaqī enumera settantuno sue opere, tra cui quattro in lingua persiana: Rasāʾel, ʿOqūd al-mażāḥeq, Naṣāʾeḥ al-kobarāʾ e i Qeṣaṣ al-anbīyāʾ, come anche il suo libro più significativo il Tārīkh-e Bayhaq (Storia di Bayhaq) e un trattato astrologico intitolato Jawāmiʿ al-aḥkām al-nujūm. La produzione di Bayhaqī spazia su un vasto ambito: studi coranici, dottrinali, legali, algebrici, astrologici e astronomici (dove illustra l'uso dell'astrolabio), medici e farmaceutici. Vi sono anche numerose opere più prettamente letterarie, concernenti la filologia, la grammatica, la retorica, commentari sul Nahj al-balāgha, sui poemi di Bukhturī e Abū Tammām, e sulle Maqāmāt di Ḥarīrī. Frammenti sulla produzione poetica dello stesso Bayhaqī sono sopravvissute, costituendo parte della sua antologia andata perduta intitolata Wishāḥ dumyat al-qaṣr, una continuazione dell'opera di Bākharzī, la ben nota Dumyat al-qaṣr.
Oltre al già citato Jawāmiʿ al-aḥkām e a frammenti poetici, le uniche opere sopravvissute di Bayhaqī sono quelle storiche. Conservata attraverso citazioni di altri storici (Yāqūt, Ibn al-Athīr, Ibn Abī Uṣaybiʿa, Jovaynī e Ḥamd Allāh Mustawfī) troviamo i Mashārib al-tajārib, una continuazione della Tārīkh-e yamīnī di al-ʿUtbī. Anche la sua Tatimmat Ṣiwān al-ḥikma, continuazione dell'opera di Abū Sulaymān Sijistānī (la Ṣiwān al-ḥikma), e la storia della sua regione di origine, la Tārīkh-e Bayhaq, ispirata ad un'opera precedente di ʿAlī b. Abī Ṣāliḥ Ḵᵛārī, sono state tramandate integralmente fino ai giorni nostri.
Non definibile come una cronaca né come un'analisi storiografica, la Tārīkh-e Bayhaq rientra nel genere degli scritti noti come manāqib, delle prosopografie composte per descrivere una determinata regione e i suoi personaggi culturali più rappresentativi. Dopo un breve ragguaglio storico e geografico della regione di Bayhaq, il Tārīkh-e Bayhaq passa in rassegna le sue più importanti famiglie. La parte più importante del trattato è dedicata ai personaggi più significativi della regione, distintisi in ambiti politici, culturali e religiosi. L'opera si conclude con una lista delle battaglie combattute nell'area e con una rassegna di curiosità antiquarie e scientifiche presenti in essa.